# NAM-IP
Het computermuseum NAM-IP (Numerical Artefacts Museum - Baanbrekende informatica in België) is een museum voor baanbrekende informatica in de Belgische stad Namen. 
Het museum beheert vier collecties die werden toevertrouwd aan de Koning Boudewijnstichting: 
1. Het Unisys Computer Museum in Brussel dat opgericht werd door Jacques Laffut.
2. Het voormalige Bull Museum in Grimbergen
3. Rekensystemen van Jacques Lemaire in Wezembeek-Oppem die geschonken werden door zijn weduwe Bernadette Lemaire-Faure.
4. De collectie informatica samengesteld door Ferdinand Poswick en Yolande Juste.

Het door de Koning Boudewijnstichting in 2013 opgerichte fonds 'Baanbrekende informatica in België' dient de bewaring van dit erfgoed te bewerkstelligen.